# Augochlora feronia
Augochlora feronia är en biart som beskrevs av Smith 1879. Augochlora feronia ingår i släktet Augochlora och familjen vägbin. Inga underarter finns listade.